# Shinui
Shinui of Sjinoei (שינוי, Hebreeuws voor verandering) is een liberale, secularistische en zionistische politieke partij in Israël die ook wordt beschouwd als 'antiklerikaal'. De partij is lid van de Liberale Internationale.
Leider van de partij was jarenlang Tommy Lapid. Hij was minister van Justitie en vicepremier van Israël van begin 2003 tot eind 2004. De partij had in 2005 15 zetels (van de 120) in de Knesset. Het was daarmee de derde politieke partij van Israël in aantal zetels, na de Likoed en de Arbeidspartij. In 2006 verloor Shinui als gevolg van een partijsplitsing (zie hieronder) al haar zetels in de Knesset.

## Programma
Als liberale partij is Shinui een voorvechter van de rechten van de Israëlische middenklasse, studenten en afgezwaaide soldaten. De partij tracht de privatisering te bevorderen en wil uitgaven aan bijstandsuitkeringen beperken. Shinui probeert religieus getinte wetten af te schaffen en religieuze staatsorganisaties op te heffen ofwel te beperken. Daarmee wil de partij de scheiding tussen kerk en staat bevorderen. Shinui is in 2005 een voorstander van het plan-Sharon voor de terugtrekking van Israël uit de Gazastrook en voorstander van Palestijnse onafhankelijkheid.
Veel geuite kritiek op de partij zijn polarisatie van het Israëlisch seculier-religieus continuüm en 'elitisme', door vertegenwoordiging van belangen en personen van hoge socio-economische status en joden van Europese afkomst. Hoewel de kiezers en ook de vertegenwoordigers van de partij van gemengde afkomst en sociale status zijn, lijkt de aangegeven correlatie een feit.

## Geschiedenis
De partij heeft wortels in de protestbeweging die ontstond na de Jom Kipoeroorlog. Oprichter en leider van de beweging vanaf 1974 en van de partij van 1977 tot 1997 was professor Amnon Rubinstein, hoogleraar rechten aan de Universiteit van Tel Aviv. Onder zijn leiderschap hield de partij vooral een liberale lijn aan inzake sociale en economische zaken en een progressieve lijn bij buitenlandse zaken- en defensiebeleid. De vertegenwoordiging in de Knesset was in die periode meestal 2 - soms 3 - zetels. Afgevaardigden waren behalve Amnon Rubinstein, Mordechai Virshubski, Avraham Poraz en de Druzische Zeidan Atashi.
Nog voor de verkiezingen voor de 13e Knesset ging Shinui een politieke alliantie aan met de beweging voor burgergerrechten (Rats) en de socialistische partij Mapam. De nieuwe partij heette Democratisch Israël, maar was algemeen bekend als Meretz. Het programma was grotendeels dat van de grotere fractie, Rats, waarbij het socialistische Mapam en liberale Shinui (die al eerder een restzetelverdrag hadden) elkaar in evenwicht hielden. Langzamerhand kwam er meer een sociale nadruk, hetgeen niet strookte met de oorspronkelijke kiezers van Shinui. Shinui besloot opnieuw een onafhankelijke weg in te slaan.
Hoewel de partij twee zetels had, stapte deze met maar één zetel uit Meretz. De leider van Shinui, Amnon Rubinstein, bleef in Meretz (fractie Rats) en stapte uit Shinui. Nummer twee, de nieuwe partijleider Avraham Poraz, die op zetelverlies stond, gaf het leiderschap op ten bate van de bekendere Josef Lapid. Een parlementslid van de rechtse, afbrokkelende partij Tsomet sloot zich bij Shinui aan. De nieuwe weg van Shinui werd beschouwd als een gok, die later succesvol bleek te zijn.
Lapid, een in Israël beroemde journalist, redacteur, mediamanager (ook in Hongarije) en tv-persoonlijkheid, sleepte voor de 14e Knesset 6 zetels en voor de 15e Knesset 15 zetels in de wacht. De seculiere richting van de partij werd bij het aantreden van Lapid grondig versterkt, naast het liberale programma. Gedurende de regeringen Sharon I, Barak en Netanyahu voerde Shinui oppositie.
Shinui werd de grootste regeringspartner van Ariel Sharons Likoed in de regering-Sharon II. Shinui leverde in die regering de ministers van Justitie, Binnenlandse Zaken, Milieu, Infrastructuur en Wetenschap. Tussen de laatste drie ministeries ontstond een stoelendans, als gevolg van een schandaal met de minister van Energie en de bergafgaande gezondheid van de minister van Milieu. De inmiddels stembandloze minister van Milieu, Yehudit Naot, trad af op 20 september 2004 en overleed op 17 december aan de gevolgen van keelkanker. Minister Yossi Paritzki van Infrastructuur leek op een geheime opname om de politieke eliminatie van zijn collega, minister Poraz, te verzoeken.
Op 1 december 2004 stemde Shinui tegen de begroting, vanwege financiële beloften aan de ultraorthodoxe partij Verenigd Thora Jodendom. De laatste was een oppositiepartij met wie Sharon en minister van Financiën Benjamin Netanyahu een ad-hoccoalitie aangingen om de begroting door het parlement te voeren. Direct na de stemming tegen de begroting werden alle ministers van Shinui ontslagen en diende Shinui zijn eerste motie van wantrouwen in tegen de regering Sharon II. Na het aantreden van de Arbeidspartij tot die regering, staat de partij ongeveer op halvering van haar zetels in opiniepeilingen.
In januari 2006 viel Shinui uiteen. Een radicale groep verliet de partij en ging door onder de naam Hetz ('Pijl'). De meeste parlementariërs maakten de overstap naar Hetz. Beide partijen behaalden bij de Israëlische parlementsverkiezingen van 2006 nul zetels en hebben zich sindsdien niet meer verkiesbaar gesteld.
| Zetelverdeling periode 1992-heden |
| 1992¹: 12                         |
| 1996¹: 9                          |
| 1999²: 6                          |
| 2003³: 15                         |
| 2006: 0                           |

- ¹Shinui maakte van 1992 tot 1996 deel uit van het Meretz-blok.
- ²Onder de naam 'Shinui-Mifleget Merkaz.
- ³Na de partijsplitsing van januari 2006, 2 zetels.

Israëlische politieke partijen in de 25e Knesset
Likoed · Yesh Atid · Partij van Nationale Eenheid (Blauw en Wit / Veerkracht voor Israël · Nieuwe Hoop) · Shas · Religieus-Zionistische Partij · Verenigd Thora-Jodendom (Agudat Yisrael · Degel HaTorah) · Otzma Yehudit · Yisrael Beiteinu · Ra'am · Hadash-Ta'al · Arbeidspartij · Noam
Israëlische politieke partijen buiten de 25e Knesset (vaak voormalige partijen)

Ale Yarok · Balad · Cheroet · Derech Eretz · Gezamenlijke Lijst · Hatnua · Het Joodse Huis · Hetz · Kach · Kadima · Kulanu · Meemad · Meretz · Nationaal-Religieuze Partij · Nieuw Rechts · Shinui · Unie van Rechtse Partijen · Yachad · Yamina · Zionistische Unie